# Titularbistum Iabruda

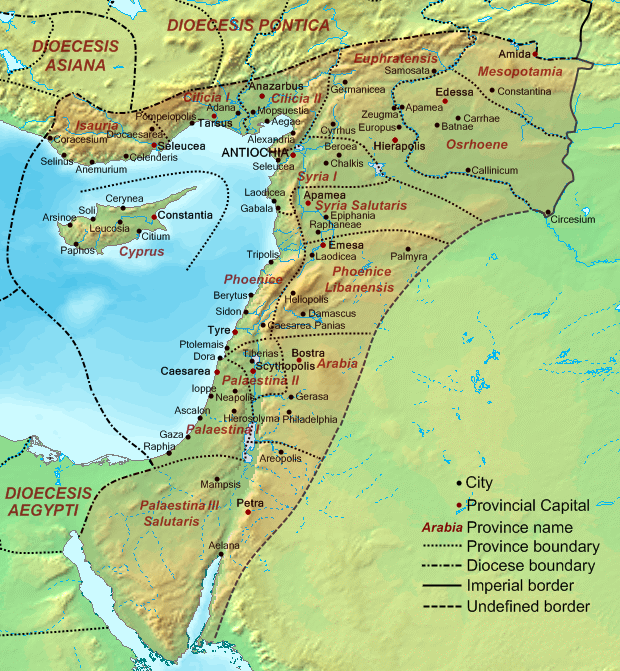
Karte der Diözese

 Iabruda (ital.: Jabruda) ist ein Titularbistum der römisch-katholischen Kirche. 
Es geht zurück auf ein frühchristliches Bistum gleichen Namens, gehörte der Kirchenprovinz Damas an und war in der Provinz Phoenicia gelegen. 
| Titularbischöfe von Iabruda |                    |                                        |               |              |
| Nr.                         | Name               | Amt                                    | von           | bis          |
| 1                           | Henri Friteau CSSp | Apostolischer Vikar in Loangoa (Kongo) | 22. März 1922 | 17. Mai 1956 |